# Euryopis octomaculata
Euryopis octomaculata là một loài nhện trong họ Theridiidae.
Loài này thuộc chi Euryopis. Euryopis octomaculata được Kap Yong Paik miêu tả năm 1995.